# Barbara Gawdzik-Brzozowska
Barbara Gawdzik-Brzozowska (ur. 6 kwietnia 1927 w Katowicach, zm. 29 kwietnia 2010 w Zakopanem) – polska malarka, grafik, ilustrator, żona malarza Tadeusza Brzozowskiego.

## Życiorys
Absolwentka Zawodowej Szkoły Krawieckiej w Krakowie oraz Wydziału Malarstwa i Grafiki Akademii Sztuk Pięknych w Krakowie. Uzyskała absolutorium z malarstwa w pracowni prof. Eugeniusza Eibischa (1949), dyplom z grafiki w pracowni Konrada Srzednickiego (1952). Od 1955 mieszkała w Zakopanem.
Uprawiała ilustrację, rysunek, malarstwo ścienne, projektowanie architektoniczne, projektowanie użytkowe. W latach 1952–1974 była ilustratorką Wydawnictwa Literackiego i Polskiego Wydawnictwa Muzycznego. Zajmowała się projektowaniem mody, mebli, zabawek z wełny i drewno-futrzanej biżuterii. Uczestniczka ponad 150 wystaw zbiorowych w kraju i za granicą. Laureatka wielu nagród i wyróżnień polskich i zagranicznych.
Miała dwóch synów: Wawrzyńca (tłumacza i historyka sztuki) oraz Joachima (terapeutę).
Została pochowana na Nowym Cmentarzu w Zakopanem (kw. M2-A-32).

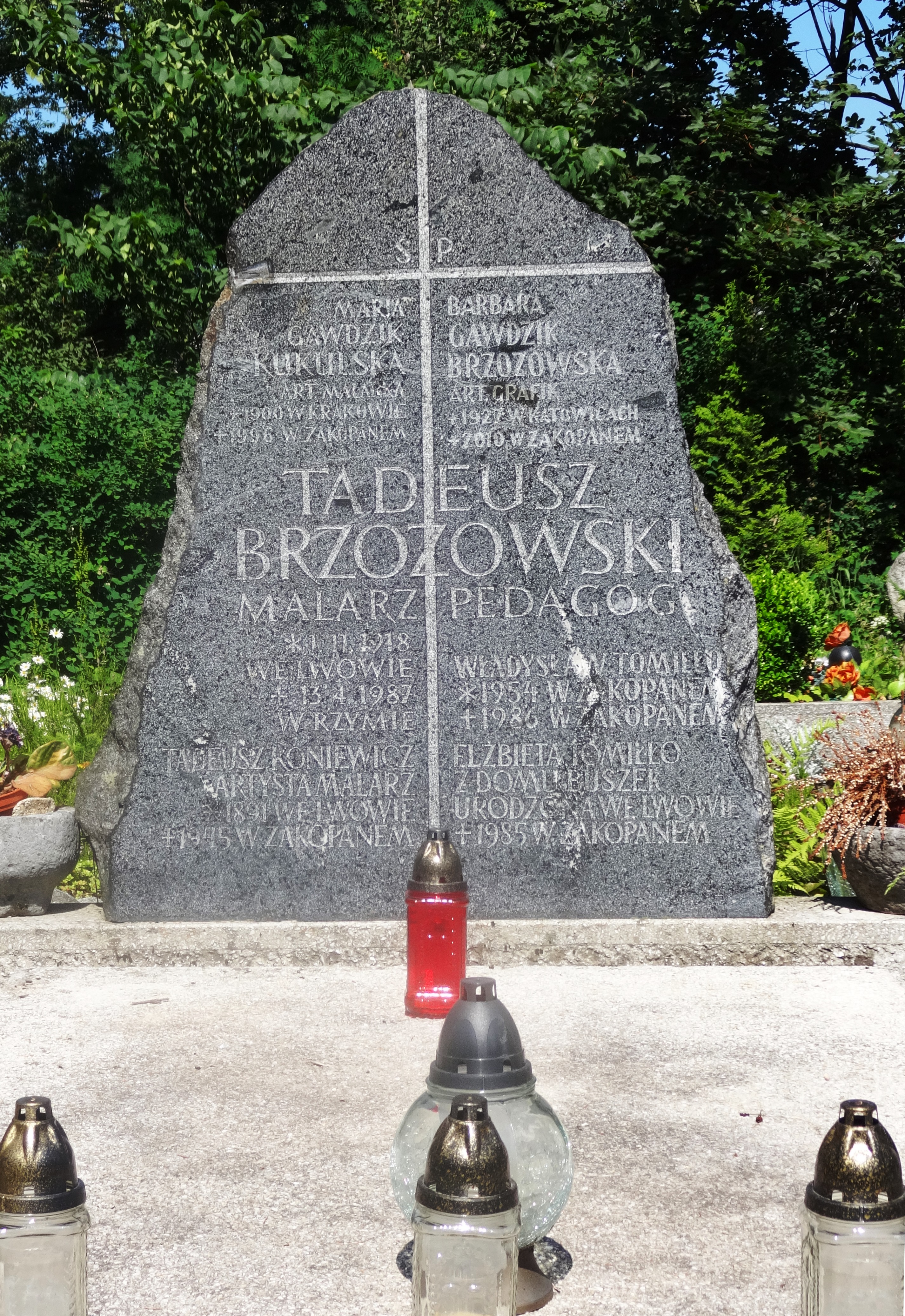
Grób Tadeusza Brzozowskiego na Nowym Cmentarzu w Zakopanem